# جان-لويس ميشيل
جان-لويس ميشيل (بالفرنسية: Jean-Louis Michel)‏ هو مهندس فرنسي، ولد في القرن العشرين.